# Mangora grande
Mangora grande là một loài nhện trong họ Araneidae.
Loài này thuộc chi Mangora. Mangora grande được Herbert Walter Levi miêu tả năm 2007.